# Зимнев, Михаил Михайлович
Михаил Михайлович Зимнев (05.06.1917, Петроград — ?30.11.2006) – советский учёный, специалист в области РВ- и ТВ-техники.
Сын священника. 

В 1939 г. окончил Псковский педагогический институт, физмат.

В 1940—1946 гг. служил в РККА. Участник войны, командир артиллерийского расчета. Воевал на Юго-Западном, Сталинградском, Ленинградском фронтах.
В 1946—1962 гг. работал в НИИ-380 (НИИ телевидения), начальник отдела вещательной аппаратуры, с 1961 г. начальник научно-исследовательского отдела.
В 1962—1982 гг. — директор ВНИИРПА (Всесоюзный научно-исследовательский институт радиовещательного приема и акустики им. А. С. Попова).
Лауреат Государственной премии СССР (1982) — за разработку комплекса нового (третьего) поколения современной типовой аппаратуры цветного телевидения, промышленное освоение его для оснащения телецентров страны и создание базы для многопрограммного телевизионного вещания из Москвы.
Награждён орденами Ленина, Октябрьской революции, Красной Звезды, Отечественной войны I степени (дважды), медалями «За оборону Ленинграда», «За оборону Сталинграда», «За взятия Кенигсберга», «За победу над Германией».